# ノリッジ
ノリッジ（Norwich、 pronunciation; IPA [nɒrɪtʃ], [nɒrɪdʒ]）は、イングランド東部、ノーフォークの州都。
慣用的にはノリッジまたはノリッチと表記され、またノーリッチ、ノーウィッチと表記されることもある。Norwich は古英語で「北の町」（north town）を意味し、英語圏の各地に同名の場所が存在する（en:Norwich (disambiguation) を参照）。

## 歴史
古くはNorvicと呼ばれていた。8世紀頃のマーシアの硬貨やラインラントの陶器の破片が見つかっていることから、すでにその頃には遠方との交易が行われていたものと考えられている。10世紀前半には貨幣の鋳造も行われており、アゼルスタンの治世（924年 - 939年）に鋳造された硬貨には"Norvic"の文字が刻まれている。
その後も、ウェンサム川 (River Wensum) の水運を利用した交易により、商業の中心として繁栄を続けた。ノルマン・コンクエストの頃には、イングランド有数の都市となっており、ドゥームズデイ・ブックには、およそ25の教会があり、5千人から1万人の人口がいたことが記録されている。なお、ノルマン人の支配下に入った際に、元々別の場所にあったサクソン人の居住地や市場がノリッジ城の西側の区域に移された。その時に移された市場には今もなおたくさんの露店が並び、昔からの賑やかさを保っている。
間もなく司教座もノリッジに移され、1096年にノリッジ大聖堂 (Norwich Cathedral) が建設される。
中世には、羊毛の取引によって得られる利益を利用して多数の教会が建設された。ノリッジには現在もなおたくさんの中世の教会が残っている。取引先は、スカンジナビアからスペインにわたる広範囲に及んでいた。
16世紀、17世紀には、フランスのユグノーやベルギーのワロン人など様々なマイノリティが移り住んできた。彼らは、ノリッジの人々の利益となるような技術を持っていたこともあって、比較的抵抗なく地元のコミュニティに溶け込んでいった。こうした人々が来たことにより、ヨーロッパ本土との取引が強化された。ノリッジは16世紀にはイングランドの中でロンドンに次いで2番目に大きな都市となっており、産業革命の頃まで第2位の位置をブリストルと競っていた。
ノリッジは地理的に孤立した位置にあり、ロンドンへ行くよりも船でアムステルダムへ行く方が早いほどであったが、1845年に鉄道が敷かれたことで孤立は解消された。
20世紀初期には、様々な種類の製造業がノリッジの経済を支えるようになった。靴や服、工具のほか、ボールトンポール社による航空機産業も重要な産業となっていた。また、かつてはチョコレート製造も行われていた。

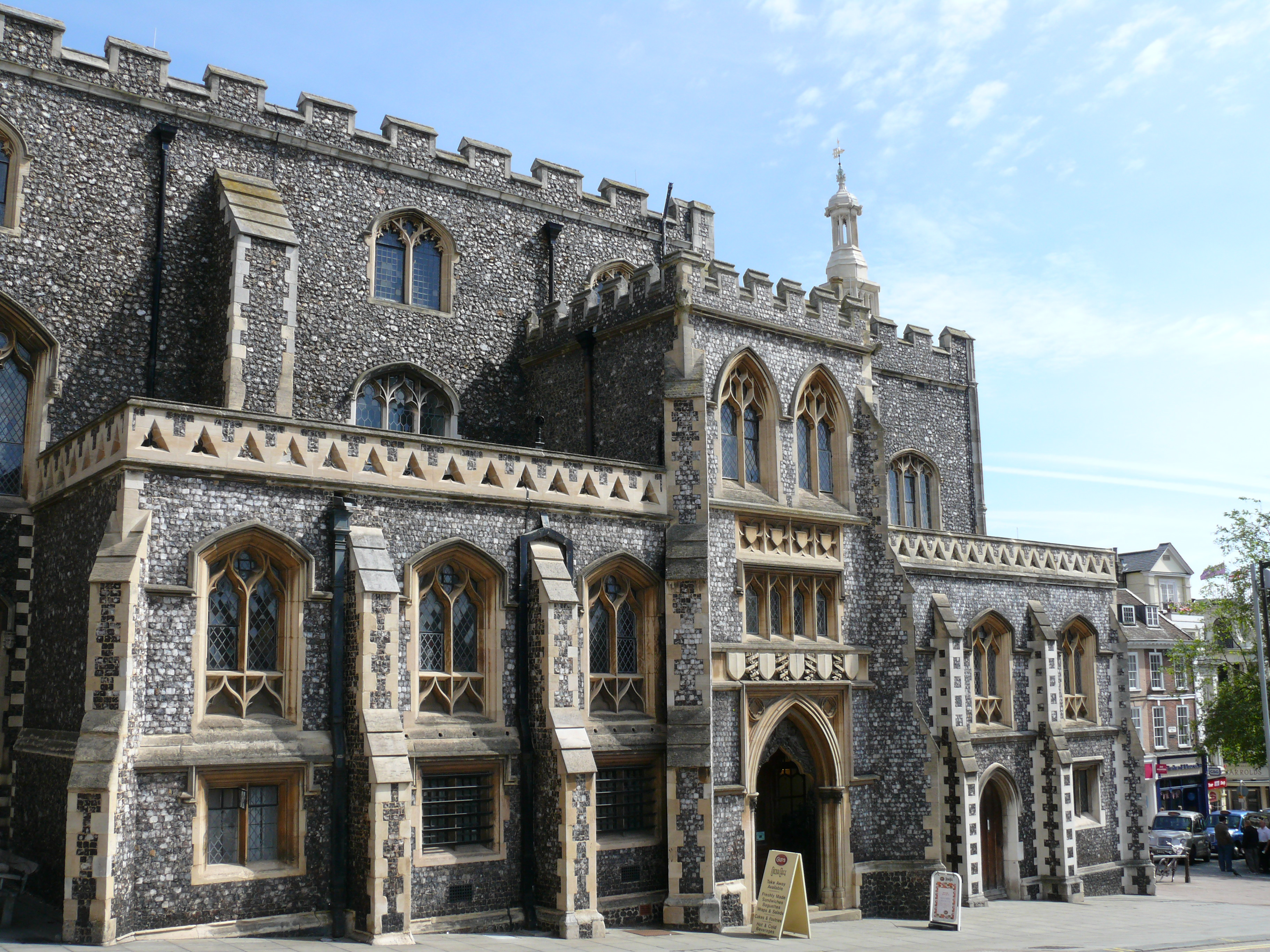
ギルドホール

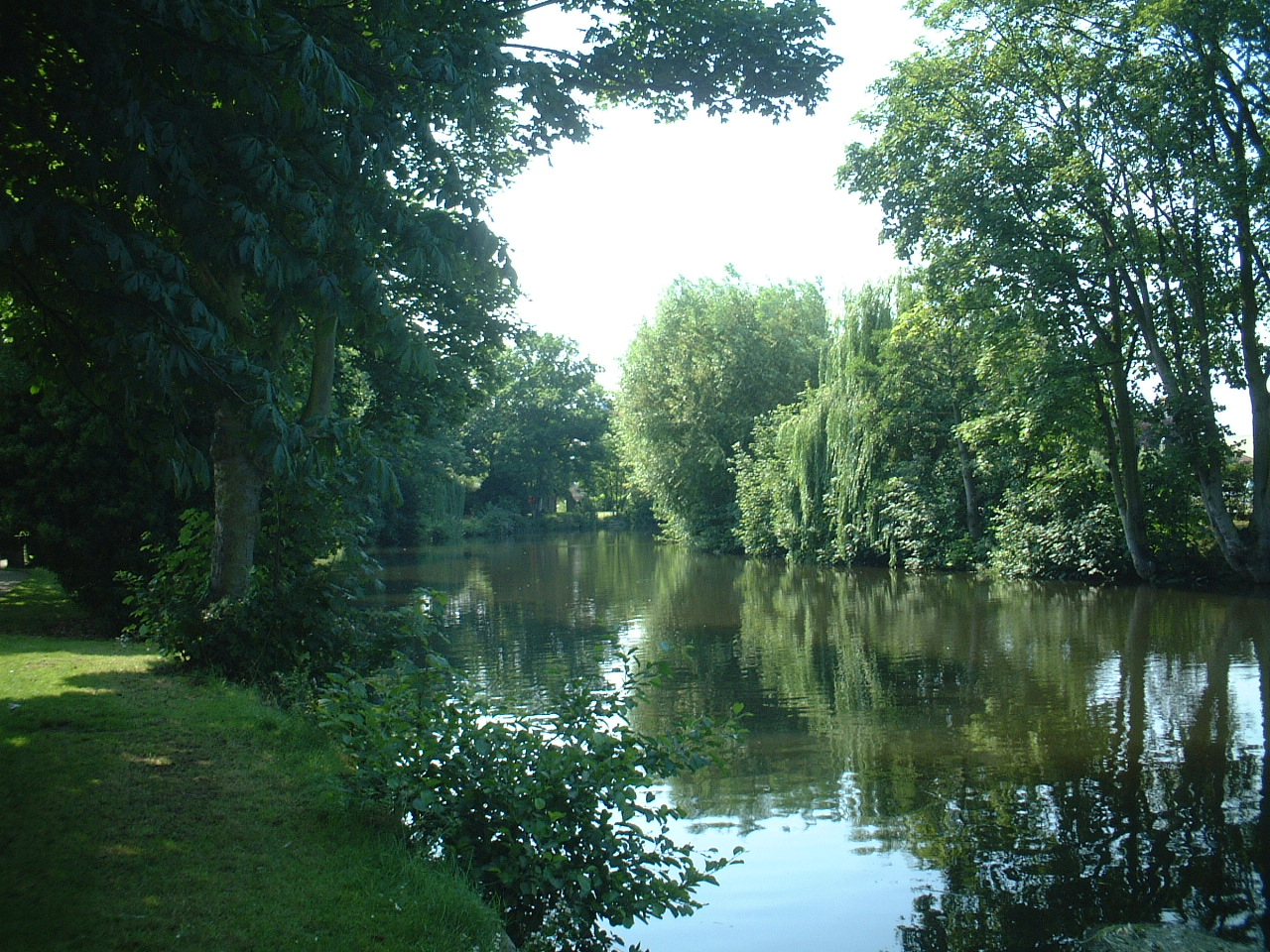
市内を流れるウェンサム川

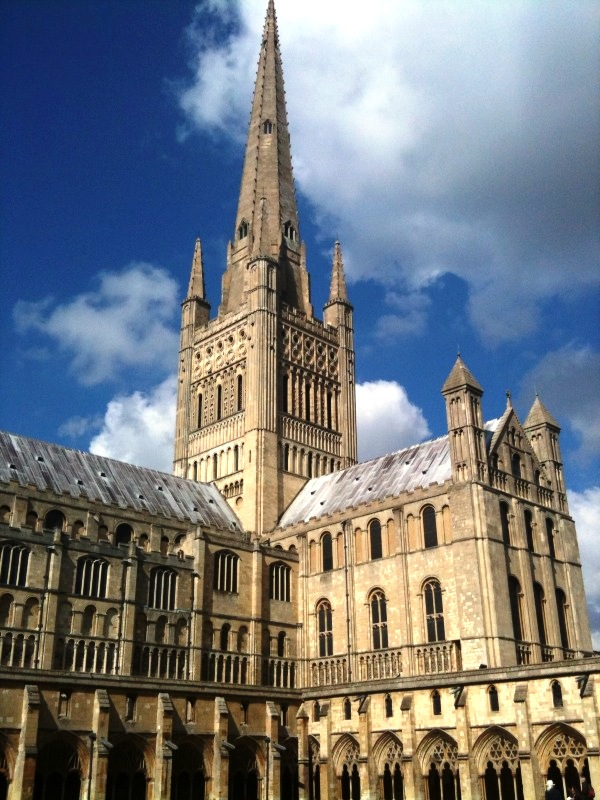
大聖堂

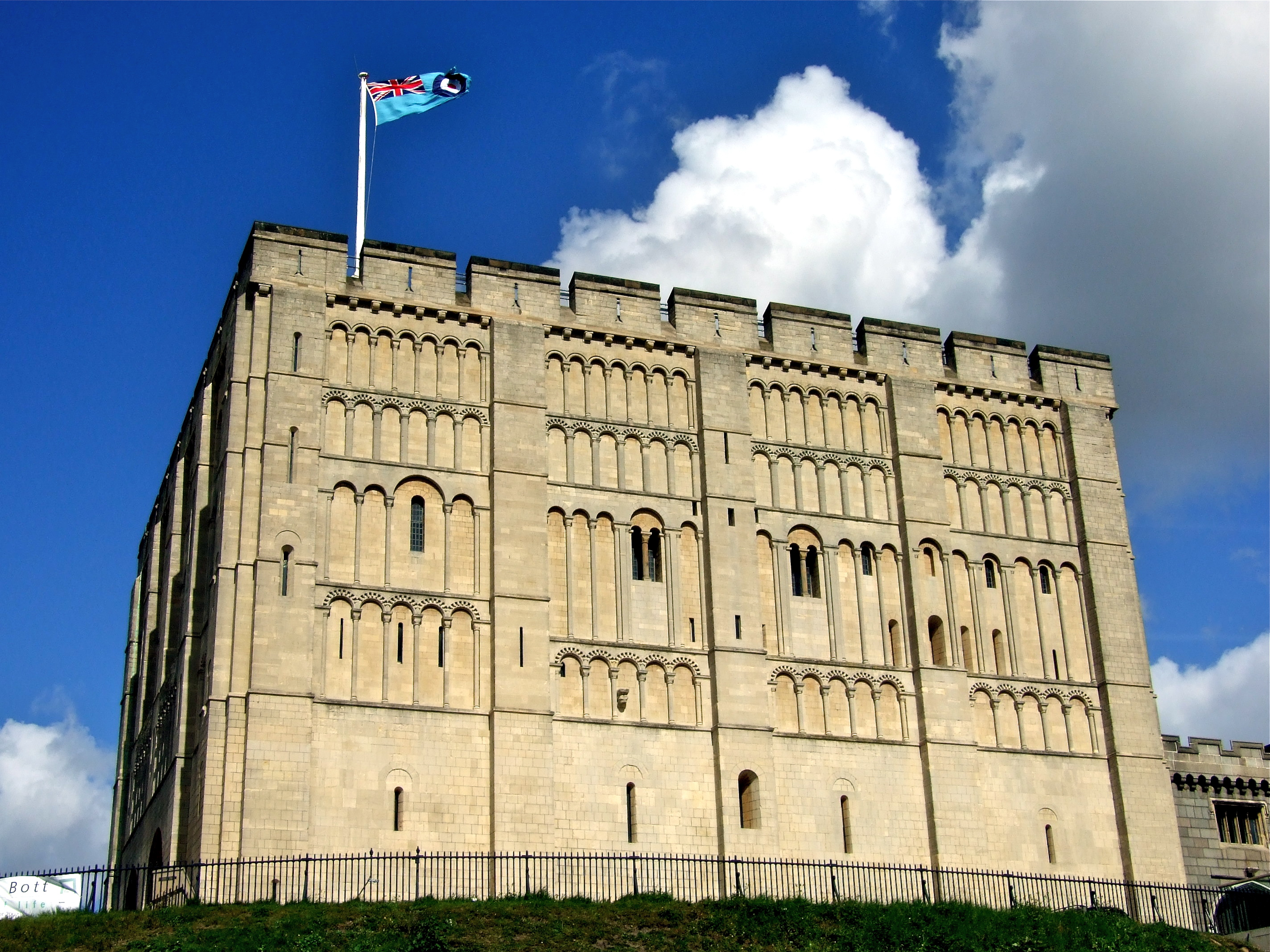
ノリッジ城

## 経済
ノリッジには、11世紀にノルマン人によって作られて以来、今日まで続いている野外市場がある。この野外市場は今日においてもイングランド屈指の市場である。ただ、この市場は最近再開発とともに縮小され、一方で新しいショッピングモール、ショッピングセンターが作られるなど、この町の小売業は変革の波にさらされている。
ノリッジではかつて製造業が盛んだったが、1980年代、1990年代頃から、サービス業中心の経済へと変化している。
なお、ノリッジはマスタードで有名なコールマン（Colman's）の本拠地でもあり、ここのマスタードはコールマンの親会社ユニリーバを通じて世界中に輸出されている。

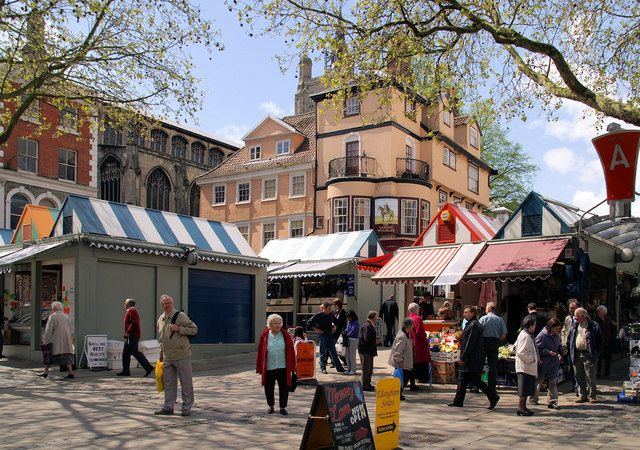
市場

## スポーツ
- ノリッジ・シティFC

## 出身人物
- ノリッジのジュリアン
- フィリップ・プルマン
- エドワード・オブ・ノリッジ
- マイク・ガスコイン - レースエンジニア
- サラヤ・ジェイド・ベヴィス - プロレスラー

## 姉妹都市
- ノヴィ・サド、セルビア
- ルーアン、フランス
- コブレンツ、ドイツ
- エル・ビエホ、ニカラグア

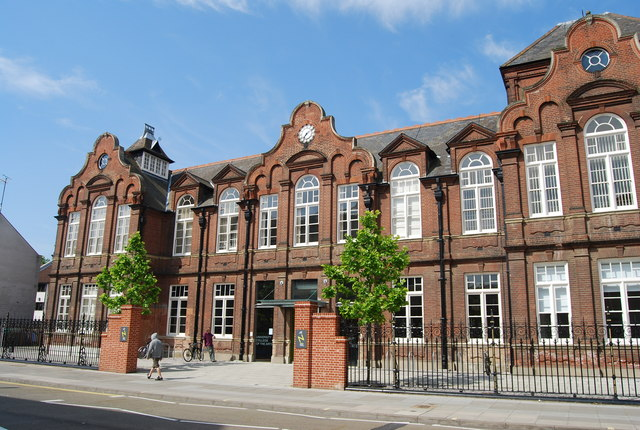
芸術大学